# Гундаури (Шуахевский муниципалитет)
Гундаури (груз. დაბაძველი) — село в Грузии, на территории Шуахевского муниципалитета автономной республики Аджария.

## География
Село находится в юго-западной части Грузии, к востоку от реки Чирухисцкали, на расстоянии 2 километров (по прямой) к юго-юго-востоку от посёлка городского типа Шуахеви, административного центра муниципалитета. Абсолютная высота — 948 метров над уровнем моря.

## Население
По результатам официальной переписи населения 2014 года, в Гундаури проживало 58 человек (23 мужчина и 35 женщин). В национальной структуре населения грузины составляли 100 %.
| Год  | Население, человек |
| ---- | ------------------ |
| 2002 | 116                |
| 2014 | ↘ 58               |